# Октава (литература)
Окта́ва (от лат. octo — «восемь») — строфа из восьми стихов со схемой рифмовки «a b a b a b c c».

## Описание
Развилась в итальянской поэзии XIV века, достигла расцвета в поэзии Возрождения у Джованни Боккаччо и стала традиционной строфой стихотворного эпоса итальянского и испанского Возрождения («Неистовый Роланд» Лудовико Ариосто, «Освобождённый Иерусалим» Торквато Тассо, «Лузиады» Камоэнса). Заключительное двустишие строфы обычно служит для афористического вывода или иронического поворота.

Canto l’arme pietose, e ’l Capitano

Che ’l gran sepolcro liberò di Cristo.

Molto egli oprò col senno e con la mano;

Molto soffrì nel glorioso acquisto:

E invan l’Inferno a lui s’oppose; e invano

s’armò d’Asia e di Libia il popol misto:

Chè ’l Ciel gli diè favore, e sotto ai santi

Segni ridusse i suoi compagni erranti.

(Торквато Тассо, «Освобожденный Иерусалим»)
В других европейских литературах октава применялась в переводах и подражаниях. В XIX веке Байрон использовал эту форму в лирико-сатирических поэмах «Беппо» и «Дон Жуан». Блестящим примером октавы в русской поэзии стала поэма Пушкина «Домик в Коломне» (1830):

Четырёхстопный ямб мне надоел:

Им пишет всякий. Мальчикам в забаву

Пора б его оставить. Я хотел

Давным-давно приняться за октаву.

А в самом деле: я бы совладел

С тройным созвучием. Пущусь на славу!

Ведь рифмы запросто со мной живут;

Две придут сами, третью приведут.

«Домик в Коломне» стал образцом для произведений «Сон статского советника Попова» А. Толстого, «Две липки» Фета и других. Октава удобна как для больших поэм, так и для небольших лирических стихотворений, например, «Октава» Майкова:

Гармонии стиха божественные тайны

Не думай разгадать по книгам мудрецов:

У брега сонных вод, один бродя, случайно,

Прислушайся душой к шептанью тростников,

Дубравы говору; их звук необычайный

Прочувствуй и пойми… В созвучии стихов

Невольно с уст твоих размерные октавы

Польются, звучные, как музыка дубравы.

В русском стихосложении октавы пишутся 5-стопным или 6-стопным ямбом; мужские и женские рифмы обычно чередуются (правило альтернанса).

## Сицилиана
Более древней разновидностью октавы является сицилиана или сицилийская октава с твёрдой схемой рифмовки «a b a b a b a b». Сицилиана возникла в XIII веке в Италии, а затем была освоена европейской поэзией.
Среди русских поэтов, прибегавших к форме сицилианы, были Фёдор Тютчев, Александр Блок, Игорь Северянин и др. Примеры:

Вечер мглистый и ненастный…

Чу, не жаворонка ль глас?…

Ты ли, утра гость прекрасный,

В этот поздний, мёртвый час?…

Гибкий, резвый, звучно-ясный,

В этот мёртвый, поздний час,

Как безумья смех ужасный,

Он всю душу мне потряс!…
— Фёдор Тютчев. «Вечер мглистый и ненастный…»

Май жестокий с белыми ночами!

Вечный стук в ворота: выходи!

Голубая дымка за плечами,

Неизвестность, гибель впереди!

Женщины с безумными очами,

С вечно смятой розой на груди! —

Пробудись! Пронзи меня мечами,

От страстей моих освободи!
— Александр Блок. «Май жестокий с белыми ночами!..»

Да, фейерверком из Пуччини

Был начат праздник. Весь Милан

Тонул в восторженной пучине

Веселья. Выполняя план

Забав, когда, забыв о чине,

И безголосый стал горлан…

Однако по какой причине

Над городом аэроплан?
— Игорь Северянин. Кара Дон-Жуана. Рассказ в сицилианах